# Макгреди, Сэмюэл (IV)
Сэмюэл Макгреди IV (Samuel Darragh McGredy IV) — ирландский, позже новозеландский селекционер и владелец частного питомника роз. Доктор наук (Honoris Causa) Университета Мэсси, Новая Зеландия. В настоящее время пенсионер. 

## Биография
Сэмюэл Макгреди IV начал руководить семейным бизнесом в 1952 году (спустя 18 лет после смерти отца Сэмюэл Макгреди III).
Большая часть коллекции была утрачена во время второй мировой войны. Первый созданный самостоятельно сорт Сэмюэл Макгреди IV представил публике в 1958 году.
В 1972 году он перенес питомник из Ирландии в Новую Зеландию, где климат позволяет заниматься селекцией роз без использования теплиц. Там он начинает заниматься созданием серии сортов с пятнистыми и полосатыми лепестками.
Свою первую золотую медаль получил в 1959 году. Сорта созданные Сэмюэлом Макгреди IV получили семь All American Rose Selection (AARS), 15 золотых медалей из Королевского национального общества любителей роз и множество других наград.
Жена — Джиллиан Макгреди.

## Созданные сорта
По данным сайта helpmefind.com известно около 389 сортов.

Некоторые из них:
- 'Orangeade', 1959
- 'Piccadilly' ('MACar'), 1960
- 'Daily Sketch', 1961
- 'Garvey', 1961
- 'Irish Wonder', 1961
- 'Evelyn Fison', 1962
- 'Uncle Walter', 1963
- 'Arthur Bell', 1964
- 'Schoolgirl', 1964
- 'Violet Carson', 1964
- 'Flaming Peace', 1965
- 'Händel', 1965
- 'Galway Bay', 1966
- 'Bantry Bay', 1967
- 'Swan Lake', 1968
- 'Molly McGredy', 1969
- 'Electron', 1970
- 'John Waterer', 1970
- 'National Trust', McGredy 1970
- 'Grandhotel', 1972
- 'Tony Jacklin', 1972
- 'Typhoo Tea', < 1973
- 'Matangi', 1974
- 'Old Master', 1974
- 'Cathedral', 1975
- 'Dublin Bay', 1975
- 'Eyepaint', 1975
- 'Young Quinn' ('MACbern','Yellow Wonder'), 1975
- 'Trumpeter', 1977
- 'Priscilla Burton', 1978
- 'Sundowner', 1978
- 'Regensberg' ('Buffalo Bill','MACyou','MACyoumis'), 1979
- 'Dorola'('Benson & Hedges Special','MACshana','Parkay'), 1982
- 'New Year' ('Arcadian', 'MACnewye'), 1982
- 'Brown Velvet' ('Colorbreak','Colourbreak','MACultra'), 1984
- 'Peachy' ('Chardonnay','Chardony','MACrelea','MACrelease','Nobilo's Chardonnay' ®,'Release'), 1984
- 'Sexy Rexy' ('Heckenzauber','MACrexy'), 1984
- 'Solitaire' ('Chartreuse','MACyefre'), 1987
- 'Mt. Hood' ('Christiane Hörbiger','Foster's Melbourne Cup','Foster's Wellington Cup','MACmouhoo','Mount Hood','Wellington Cup'), 1988
- 'Stretch Johnson' ('Rock 'N' Roll','MACfirwal','Tango'), 1988
- 'New Zealand' ('Aotearoa','MACgenev'), 1989
- 'Papageno' ('MACgoofy'), 1989
- 'Badener Traberchampion', 1990
- 'Maggie Barry' ('MACoborn','Maggy Barry'), 1993
- 'Old Port'('MACkati'), 1994
- 'Oranges 'n' Lemons', 1994
- 'Singin' in the rain', 1994
- 'Aperitif', 1998
- 'Kaiserin Elisabeth',  1998
- 'Marvelle', 1998
- 'Something Special', <1999
- 'Great Expectations', 2001